# Франколово
Франколово (словен. Frankolovo) — поселення в общині Войник, Савинський регіон, Словенія. 
Висота над рівнем моря: 371,7 м.